# Swami Rama
Swami Rama (n. 1925, India Britanică, Imperiul Britanic – d. 13 noiembrie 1996, India) este cunoscut mai ales în Himalaya și sub denumirea de Bhole Baba ca și Rama Dandi. A fost inițiat din fragedă copilărie în Tradiția Himalaiană de Yoga de către Bengali Baba și a studiat cu mulți maeștri și adepți. Din copilărie a practicat diverse discipline ale științei și filozofiei yoga în mănăstirile din Himalaya.
În copilăria și tinerețea sa Swami Rama a trăit și călătorit cu sfinți, întelepți și yoghini în Garhwal, Kumaon, Valea Kangra, Ladakh și Tibet și alte zone ale Indiei. Printre profesorii cu care a studiat se numără adepți spirituali precum Ramana Maharshi, Sri Aurobindo, Rabindranath Tagore și Ma Anandamayi. Mai târziu a călătorit în Tibet cu scopul de a finaliza studiile și formarea sa spirituală cu Mahavatar Baba (Babaji).
Învățăturile acestuia i-au permis să învețe multe metode diferite de yoga și mai ales să le experimenteze.
Între 1938 și 1944 Swami Rama a predat scripturile vedic-hinduse și budiste în mai multe mănăstiri. La vârsta de 24 de ani a fost numit Sankaracarya de Karvirpitham în sudul Indiei, una din cele mai înalte funcții spirituale în India. În 1952 a renunțat la acest înalt post pentru a reveni în Himalaya și a-și putea continua practica sa spirituală.
În 1969 a călătorit pentru prima oară în Statele Unite. Swami Rama a fondat Institutul Internațional Himalaian de Știință și Filozofie Yoga.
În 1993 a revenit definitiv în India, cu scopul de a realiza planul de a construi un spital pentru oamenii care trăiesc la poalele munților Himalaya (Himalaya Institute Hospital Trust).
Swami Rama a fondat multe organizații, însă darul său cel mai mare către umanitate constă în transmiterea înțelepciunii adânci ale sfinților antici către căutătorii din timpurile noastre, și asta într-o manieră ușor accesibilă. A realizat acest lucru prin scrierile sale, prin cursurile și prezentările ținute, dar mai ales prin simpla sa prezență.
Swami Rama nu a pretins niciodată de la nimeni să-l urmeze, să i se închine sau să-și abandoneze propria credință sau religie. El a promovat conștientizarea de sine prin practicarea metodelor de meditație yoga și de contemplare, însoțite de încredere în sine. Așa cum a subliniat întotdeauna, rolul unui profesor este de a ajuta elevul să-și găsească ghidul său interior.
Swami Rama a subliniat importanța de a se cunoaște la toate nivelurile și a declarat: „După ce am vizitat sute de țări, am constatat că peste tot există o mare problemă care constă în faptul că omul nu a reușit să se cunoască și să se înțeleagă pe sine, în schimb încearcă să-l înțeleagă pe Dumnezeu și pe ceilalți oameni.”
În 1996 Swami Rama a încetat din viață, iar elevii săi continuă transmiterea cunoștințelor și preceptelor sale. Unul dintre discipolii săi, Swami Veda Bharati, călătorește de peste 60 de ani în toată lumea pentru a împărtăși înțelepciunea și practica Tradiției Himalaiene de Meditație Yoga, precum maestrul său, Swami Rama.